# Kypered
Kypered är en bebyggelse invid länsväg 180 nordväst om Ekås i Sandhults socken i Borås kommun. Från 2015 avgränsar SCB här en småort.